# Xanthopimpla levis
Xanthopimpla levis är en stekelart som beskrevs av Krieger 1915. Xanthopimpla levis ingår i släktet Xanthopimpla och familjen brokparasitsteklar. Inga underarter finns listade i Catalogue of Life.